# Léon Glovacki
Léon Glovacki (19. februar 1928 - 9. september 2009) var en fransk fodboldspiller (angriber).
Glovacki spillede i perioden 1953-1955 11 kampe og scorede tre mål for det franske landshold. Han var en del af landets trup til VM 1954 i Schweiz, og spillede én kamp i turneringen, hvor franskmændene blev slået ud efter det indledende gruppespil. På klubplan repræsenterede han blandt andet Reims, Saint-Étienne og AS Monaco.